# Tufão Xangsane
O tufão Xangsane (designação internacional: 0615; designação do JTWC: 18W; designação filipina: Milenyo) foi um tufão que causou muitas vítimas e que afetou as Filipinas, Vietnã e Tailândia durante a temporada de tufões no Pacífico de 2006. O Xangsane foi o décimo quinto sistema tropical nomeado e o nono tufão reconhecido pela Agência Meteorológica do Japão (AMJ) operacionalmente durante a temporada, embora em análises pós-tempestades o Xangsane se tenha tornado o décimo tufão da temporada com a adição do tufão Maria. De acordo com o Joint Typhoon Warning Center, o Xangsane foi a décima sexta tempestade tropical e o décimo tufão da temporada. De acordo com o JTWC, a intensidade do tufão foi equivalente a um furacão de categoria 4 na escala de furacões de Saffir-Simpson, levando em consideração os ventos máximos sustentados em 1 minuto. O nome Xangsane foi submetido pelo Laos e significa elefante.
O Xangsane fez landfall nas Filipinas, atingindo as ilhas setentrionais com chuvas torrenciais e fortes ventos e causando enchentes e deslizamentos de terra generalizados. Após passar sobre Manila e emergir no Mar da China Meridional, o tufão fez um segundo landfall na região central de Vietnã, também causando enchentes e deslizamentos lá e na Tailândia. A tempestade foi responsável por 279 mortes, a maioria nas Filipinas e no Vietnã e no mínimo 747 milhões de dólares (valores em 2006) em prejuízos.

## História meteorológica

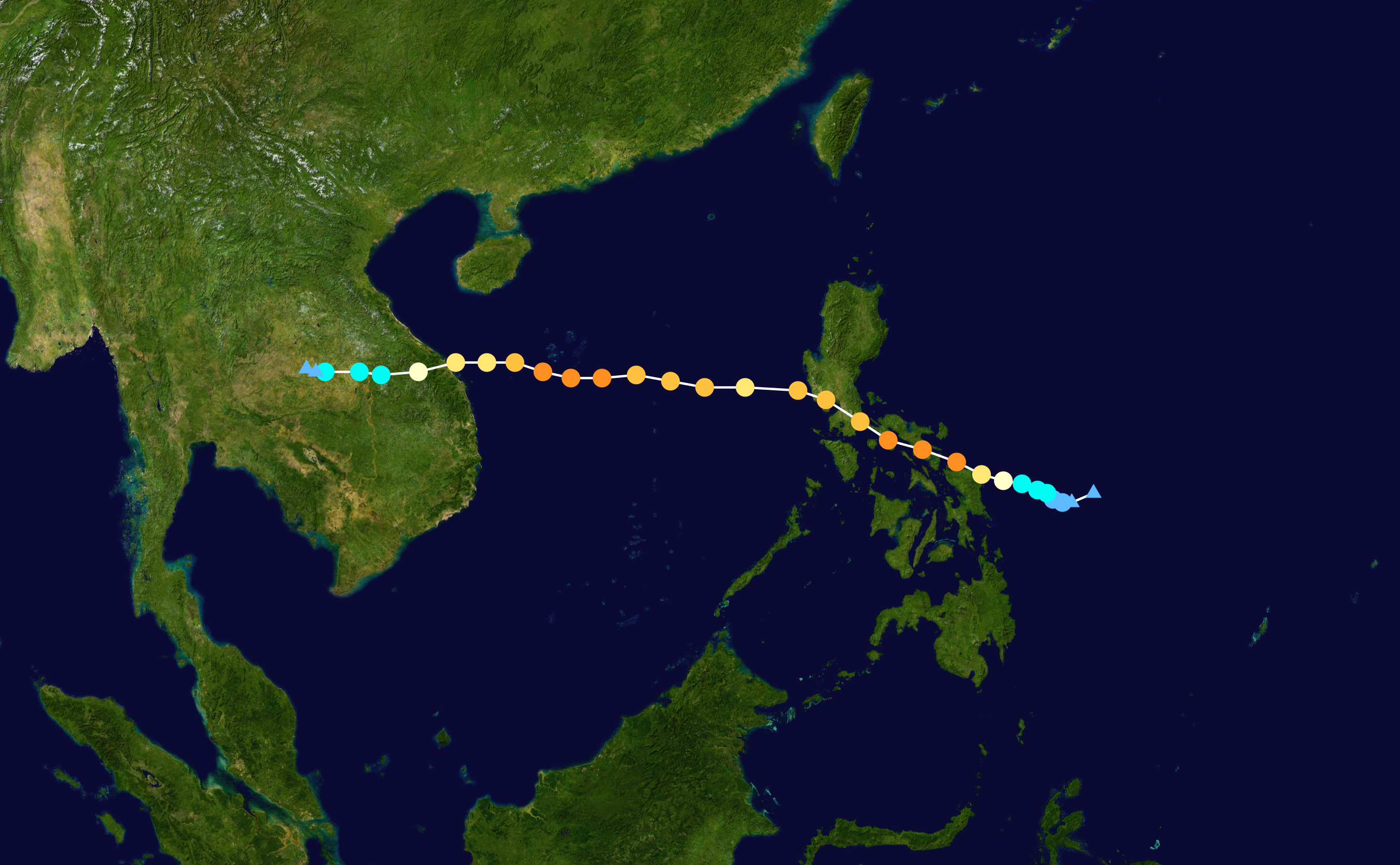
O caminho do Xangsane

Em 25 de Setembro, a Administração de Serviços Atmosféricos, Geofísicos e Astronômicos das Filipinas (PAGASA) classificou uma área de baixa pressão ativa dentro de sua área de responsabilidade como a depressão tropical Milenyo. Tendo antes emitido um alerta de formação de ciclone tropical (AFCT), o Joint Typhoon Warning Center (JTWC) emitiu seu primeiro aviso sobre a depressão tropical 18W no mesmo dia. Em 26 de setembro a Agência Meteorológica do Japão (JMA) designou o sistema como a tempestade tropical Xangsane.
O Xangsane intensificou-se rapidamente e, mais tarde, a AMJ classificou a tempestade como uma tempestade tropical severa. O Xangsane fez landfall na Ilha Samar como uma tempestade tropical severa, antes de um momento de rápida intensificação ocorrer. Todas as três agências, a AMJ, o JTWC e a PAGASA classificaram a tempestade como um tufão no final de 26 de setembro e no começo da madrugada de 27 de setembro.
O tufão então passou através do arquipélago filipino, provocando destruição e tornando-se o mais intenso tufão a atingir a Região Metropolitana de Manila em onze anos. Assim que o Xangsane entrou no Mar da China Meridional como um fraco tufão, o sistema voltou a se intensificar, atingindo seu pico de intensidade secundário pouco antes de fazer landfall perto de Huế em 1 de outubro. O JTWC parou de emitir avisos regulares sobre o sistema após o landfall, enquanto que a AMJ manteve os avisos sobre a tempestade em terra até o sistema estar sobre a Tailândia como uma depressão tropical. O Xangsane degenerou-se numa área de baixa pressão e a AMJ continuava a monitorar o sistema em seus boletins ultramarinos, enquanto que o Sistema Automatizado de Previsão de Ciclones Tropicais da Marinha dos Estados Unidos continuava a seguir o sistema remanescente do Xangsane já sobre o Golfo de Bengala.

## Preparativos

### Filipinas

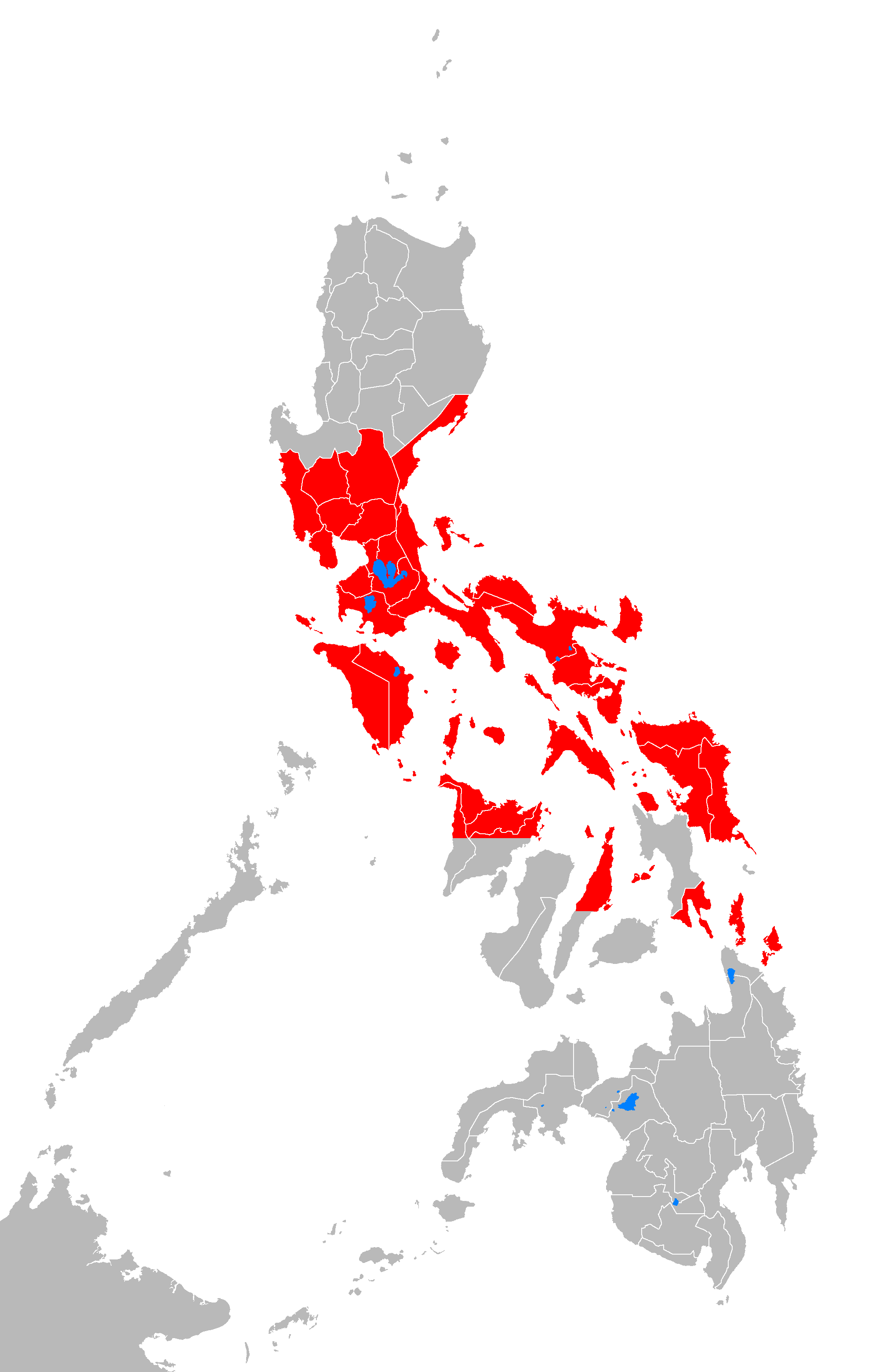
As províncias das Filipinas em que sinais públicos de tempestades foram içados para preparativos contra a chegada do tufão Milenyo (Xangsane)

Em 27 de setembro a PAGASA emitiu um sinal de tempestade n.º3, um aviso de ventos entre 100 a 185 km, para áreas do sul de Luzon. Um sinal de tempestade n.°2, para ventos entre 60 a 100 km/h, foi içado para a parte setentrional da Ilha Samar e região central de Luzon. Um sinal de tempestade nº1, para ventos entre 30 a 60 km/h foi emitido para a porção noroeste de Luzon, incluindo a Região Metropolitana de Manila, e para a porção setentrional de Visayas, incluindo o restante da Ilha Samar. As aulas nas áreas avisadas foram suspensas e os aeroportos e os portos ficaram fechados. A Philippine Airlines cancelou mais da metade de seus voos que partiam ou saíam do Aeroporto Internacional Ninoy Aquino em 28 de setembro, e também vários serviços de trânsito foram suspensos. A Região Metropolitana de Manila e as províncias Tagalog foram avisados sobre a possibilidade de enchentes e ventos fortes.
Quando tornou-se claro que o Xangsane poderia se aproximar da Região Metropolitana de Manila, a PAGASA aumentou o aviso para Manila e para a região central de Luzon para o sinal de tempestade n.°3 em 28 de setembro. Todos os sinais de tempestades foram descontinuados mais tarde.

### Vietnã
Antes do landfall final do Xangsane, o governo vietnamita montou um comitê de direção liderado pelo Primeiro-Ministro Nguyen Sinh Hung para fiscalizar as evacuações e os preparativos contra a chegada da tempestade na região central do Vietnã. Autoridades provincianas e locais retiraram mais de 300.000 pessoas de áreas baixas em Ha Tinh e Phu Yen, assim como de áreas montanhosas propícias a deslizamentos de terra. O governo vietnamita também ordenou 2400 embarcações, incluindo 273 embarcações pesqueiras a retornarem para os portos. A Vietnam Airlines, a empresa aérea nacional, cancelou ou desviou todos os voos em 30 de setembro e em 1 de outubro. Estes esforços foram executados com o objetivo de prevenir a repetição de danos e vítimas causados antes pelo tufão Chanchu na mesma temporada.

### Tailândia
Embora o Xangsane tenha se enfraquecido consideravelmente sobre terra, os residentes da porção setentrional da Tailândia foram avisados sobre a ameaça de enchentes causadas pela área de baixa pressão remanescente do Xangsane assim que o sistema se aproximava. O Departamento de Prevenção e Mitigação de Desastres alertou seus escritórios provinciais no país para estarem preparados a ventos fortes, enchentes de curta duração e deslizamentos de terra. Residentes em áreas altas também foram alertado sobre possíveis correntes de lama e o exército local foi despachado para ajudar nos preparativos regionais contra a tempestade.

## Impactos

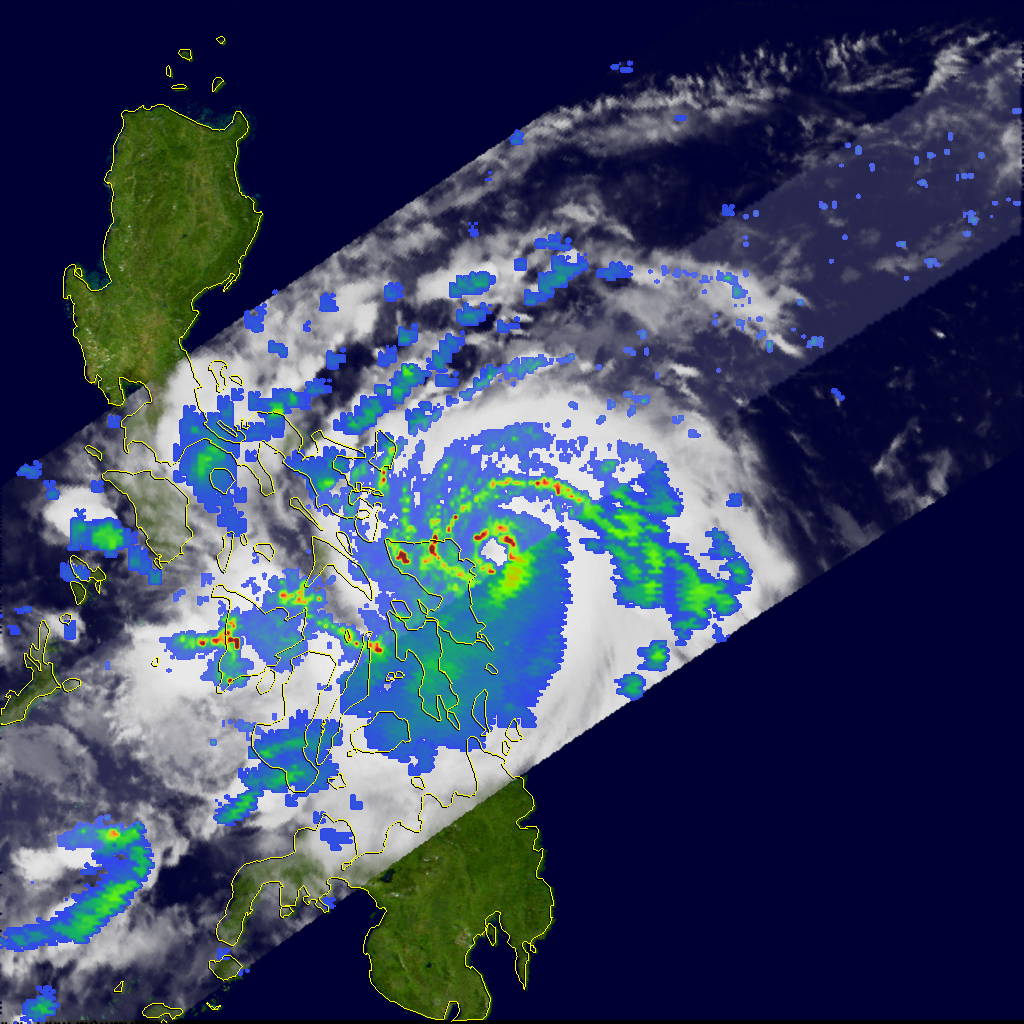
Imagem TRMM mostrando a bem definida parede do olho antes de seu primeiro landfall

### Filipinas
Os danos foram generalizados na Região Metropolitana de Manila, região em que o tufão atingiu diretamente. Os fornecimentos de água e eletricidade foram cortados em várias províncias, enquanto que rios transbordados causaram enchentes, deslizamentos de terra e deixou rodovias intransitáveis. Em algumas partes do país, a eletricidade foi cortada por mais de seis dias consecutivos. Muitas árvores e placas de propaganda foram derrubadas pelo Xangsane, enquanto que Luzon ficou sem o fornecimento de energia em toda a ilha. Fortes ondas e fechamentos de portos deixou no mínimo 3.400 pessoas e quase 270 veículos parados em portos e terminais, principalmente na principal linha de balsa entre a Ilha Samar e a região de Bicol. Autoridades locais e provinciais descreveram o Xangsane como o pior tufão que atingiu diretamente Manila em 11 anos, quando o tufão Angela passou sobre a cidade.
O governo das Filipinas estimou que aproximadamente 2 milhões de pessoas em 19 províncias foram afetadas pelo Xangsane, que destruiu muitas casas e lavouras em sua trajetória sobre as ilhas. Os escritórios locais e regionais da Cruz Vermelha Nacional das Filipinas relatou grandes danos em no mínimo 116 municípios, 12 cidades e um total de 1.295 barangays no país. Chuvas torrenciais de Xangsane foram responsáveis por 197 mortes  e $5,9 bilhões de pesos filipinos ($118 milhões de dólares - valores em 2006) em prejuízos, a maior parte em propriedades pessoais e na agricultura.

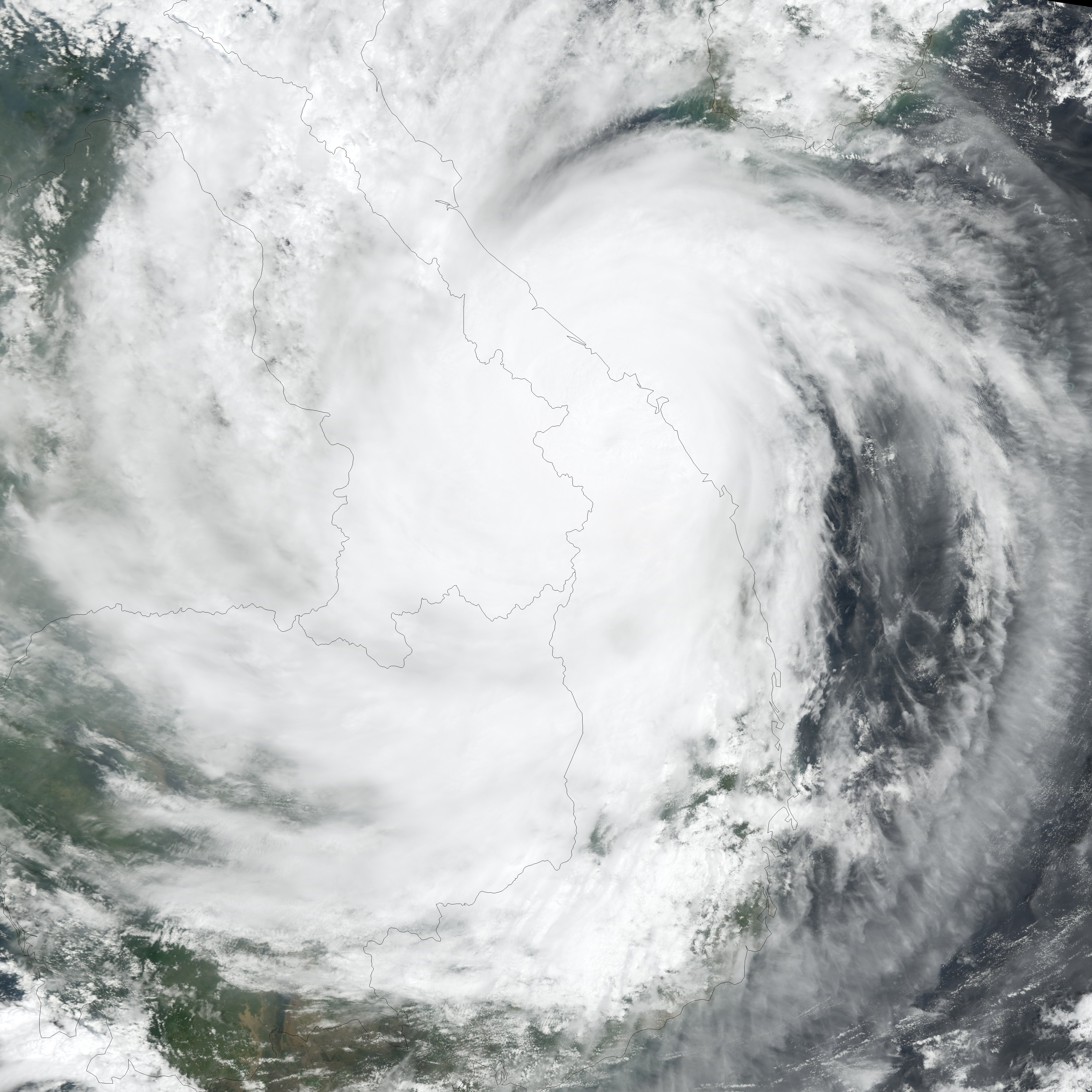
O Xangsane sobre o leste da Indochina

### Vietnam
O Xangsane fez o seu segundo landfall na região central do Vietnã, causando enchentes severas e ventos fortes que causaram perto de $10 trilhões de dongs vietnamitas ($629 milhões de dólares - valores em 2006) em prejuízos e matou 71 pessoas. O piores danos estruturais ocorreram em Da Nang, onde 26 pessoas morreram. As províncias de Quang Nam e Nghe An também foram duramente atingidos, com um total 25 pessoas mortas. A tempestade danificou ou destruiu por volta de 320.000 residências, derrubou milhares de árvores e postes e causou a inundação de importantes ruas.
Foram relatados danos significativos na agricultura, especialmente na província de Quang Binh. Mais do que 3000 km2 de lavouras, a maior parte de arroz, foram danificadas ou levadas pela enxurrada. Houve também relatos de fortes perdas em granjas e de animais de criação. Quase 13 km² de lavoura e 786 barcos pesqueiros foram perdidos.

### Tailândia
Os remanescentes do Xangsane moveram-se sobre a Tailândia em 2 de Outubro e combinaram-se com a umidade de monção sobre a porção setentrional do país, causando chuvas torrenciais e enchentes severas em mais de 35 províncias. As enchentes colapsaram diques e barreiras e inundaram ou danificaram perto de 2100 km² de lavouras e também de infraestruturas locais. Muitos municípios relataram enchentes cujos níveis de água ultrapassaram 3 metros de altura. O município de Angthong relatou enchentes com níveis de água de 60 cm. O Departamento de Prevenção e Mitigação de Desastres Naturais relatou 14 mortes e vilarejos e várias províncias relataram níveis significativos de poluição da água e doenças causadas pela água poluída e estagnada.

## Após a tempestade

### Filipinas

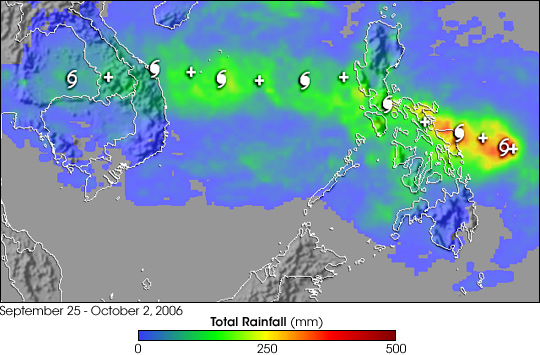
Esta imagem mostra o total de chuva acumulada no sudeste da Ásia entre 25 de Setembro e 2 de Outubro de 2006 estimada em parte dos dados coletados pelo satélite de Missão de Medida de Chuvas Tropicais (TRMM). Símbolos de tempestade marcam a trajetória do tufão. Totais que superam 300 mm são mostrados sobre Samar, na região centro-leste das Filipinas (áreas vermelhas). Uma grande área de precipitação acumulada entre 100 e 200 mm (áreas verdes) segue desde as Filipinas até a costa do Vietnã

Seguindo a passagem do Xangsane, a Federação Internacional das Sociedades da Cruz Vermelha e Crescente Vermelho (IRFC) emitiu um pedido emergencial de 5,7 milhões de francos suíços (4,6 milhões de dólares - valores em 2006) para ajudar a Cruz Vermelha das Filipinas em seus esforços de ajuda. Além disso, o movimento despachou 3000 trabalhadores e 3 equipes de resposta a desastres para as áreas afetadas para missões de procura e resgate, de avaliação dos danos e para assistenciar as pessoas afetadas pelo tufão. A Cruz Vermelha das Filipinas providenciou mercadorias em conserva, arroz, roupas e materiais de higiene pessoal para mais de 6.300 famílias. Voluntários locais providenciaram assistência para as pessoas nos abrigos. A Cruz Vermelha Espanhola, presente desde 1998 como reserva da Cruz Vermelha das Filipinas também enviou pessoas, equipamentos de logística e sistemas de purificação de água para as áreas mais duramente atingidas, para ajudar nos esforços de alívio e na avaliação dos danos.

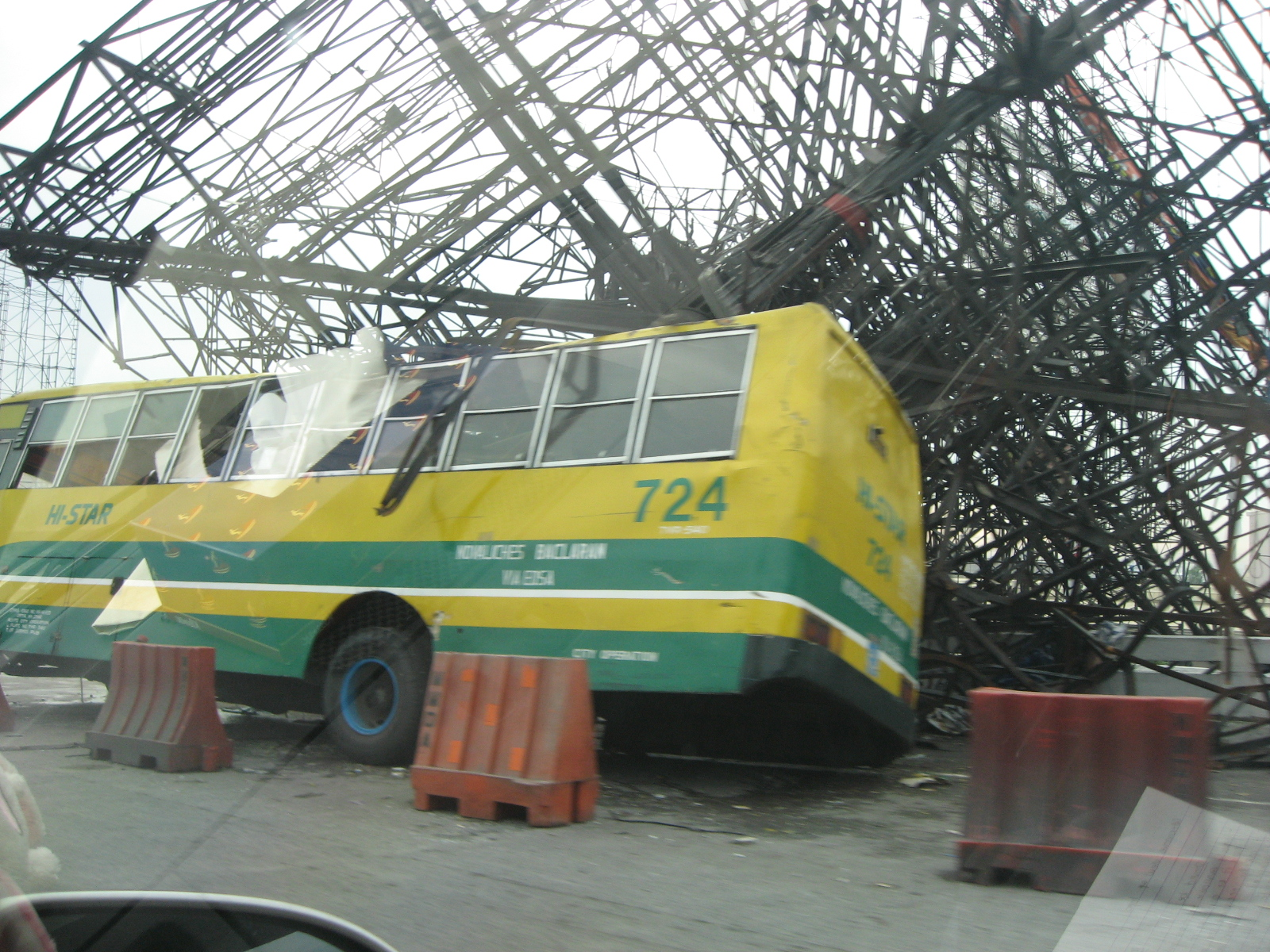
Um ônibus foi atingido por uma estrutura de outdoor na AES no baldeamento de Magallanes em Makati

Em Manila, outdoors derrubados pelo vento matou várias pessoas e causou congestionamentos ao longo de uma das principais vias do país, a Avenida Epifanio de los Santos, a principal auto-estrada da metrópole de Manila. Isto levou alguns membros do senado das Filipinas a quererem a remoção e o banimento de outdoors na região de Manila, que foi um assunto principal por algum tempo na área. A senadora Miriam Defensor-Santiago escreveu um apelo para a presidente Gloria Macapagal-Arroyo, pedindo a ela a aprovação do "Ato do movimento anti-outdoor de 2006", que baniria os outdoors nas principais avenidas dentro da Região Metropolitana de Manila.

### Vietnã
Em 3 de outubro a Federação Internacional das Sociedades da Cruz Vermelha e Crescente Vermelho liberou 100.000 francos suíços (80.300 dólares - valores em 2006) de seu fundo de ajuda em desastres para a Cruz Vermelha do Vietnã e anunciou um apelo emergencial de $1 milhão de francos suíços ($810.000 dólares - valores em 2006) em ajuda no dia seguinte. O governo vietnamita também liberou $100 bilhões de dongs vietnamitas ($6,2 milhões de dólares - valores em 2006) e 1.500 toneladas de arroz do estoque de alimentos de segurança nacional para ajudar nos esforços de ajuda na região central do Vietnã. A Frente da Pátria do Vietnã também emitiu um apelo para organizações nacionais e internacionais façam doações e ajuda.

### Tailândia
O Departamento de Prevenção e Mitigação de Desastres e a Sociedade da Cruz Vermelha Tailandesa retiraram residentes das áreas centrais da Tailândia que foram afetadas por chuvas causadas pelas áreas de instabilidades remanescentes do Xangsane. A Cruz Vermelha também ajudou as vítimas e aos desalojados com alimentos e kits emergenciais. Vários centros de saúde da Cruz Vermelha em 12 províncias despacharam kits de emergência, água potável e kits médicos para no mínimo 16.000 famílias afetadas pelas enchentes.
Devido às mortes e aos danos causados, foi decidido na 39ª reunião do comitê de tufões ESCAP/OMM em Manila, em Dezembro de 2006, que o nome Xangsane, juntamente com quatro outros nomes, seriam retirados da lista oficial de nomes de tufões. Em Dezembro de 2007, o comitê selecionou o nome Leepi para substituir Xangsane na lista de nomes de tufões, começando a valer em 2008.